# ۱۷۳۶ (میلادی)
۱۷۳۶ (میلادی) هزار وهفتصد و سی و ششمین سال تقویم میلادی است.

## زادگان
- ۱۹ ژانویه – جیمز وات، ریاضی‌دان و مهندس بریتانیایی (د. ۱۸۱۹)
- ۳ فوریه – یوهان آلبرشتس‌برگر، آهنگساز اتریشی (د. ۱۸۰۹)
- ۲۹ مه – پاتریک هنری، سیاست‌مدار و وکیل آمریکایی (د. ۱۷۹۹)

## درگذشتگان
- ۷ فوریه – استیون گری (دانشمند)، ستاره‌شناس بریتانیایی (ز. ۱۶۶۶)
- ۱۶ سپتامبر – گابریل دانیل فارنهایت، فیزیک‌دان آلمانی (ز. ۱۶۸۶)
- ۲۶ دسامبر – آنتونیو کالدارا، آهنگساز ایتالیایی (ز. ۱۶۷۰)